# Amplifier Worship
Amplifier Worship es el segundo disco de estudio de la banda tokiota Boris. El álbum fue lanzado el 26 de noviembre de 1998 por el sello japonés Mangrove.

## Lista de canciones
| N.º | Título      | Duración |  |
| 1.  | «Huge»      | 9:16     |  |
| 2.  | «Ganbou-Ki» | 15:46    |  |
| 3.  | «Hama»      | 7:32     |  |
| 4.  | «Kuruimizu» | 14:29    |  |
| 5.  | «Vomitself» | 16:56    |  |

## Créditos
| - Takeshi – bajo, voz - Wata – guitarra, eco, e-bow - Atsuo – voz, batería, platillo, wavedrum | - Ingeniería por Osamu Seino - Ingeniería en "Vomitself", por Eiji Hashizume. - Arte por FangsAnalSatan. |